# Socjalistyczna Międzynarodówka Sportu Robotniczego
Socjalistyczna Międzynarodówka Sportu Robotniczego (niem. Sozialistische Arbeitersport Internationale, SASI) – międzynarodowa socjalistyczna organizacja sportowa założona w 1920 z siedzibą w Lucernie. W momencie powstania składała się z sześciu federacji narodowych (o łącznej liczbie około miliona członków). Początkowo nosiła nazwę Międzynarodowe Stowarzyszenie Sportu i Kultury Fizycznej. Nieformalnie była znana jako Lucerneńska Międzynarodówka Sportowa. Nazwę Socjalistyczna Międzynarodówka Sportu Robotniczego przyjęła w 1926. W latach 1926–1934 prezesem organizacji był austriacki polityk Socjaldemokratycznej Partii Robotniczej Austrii Julius Deutsch.
Międzynarodowy Komitet Sportu Robotniczego (CSIT) powstał w 1946 jako kontynuator SASI.

## Historia

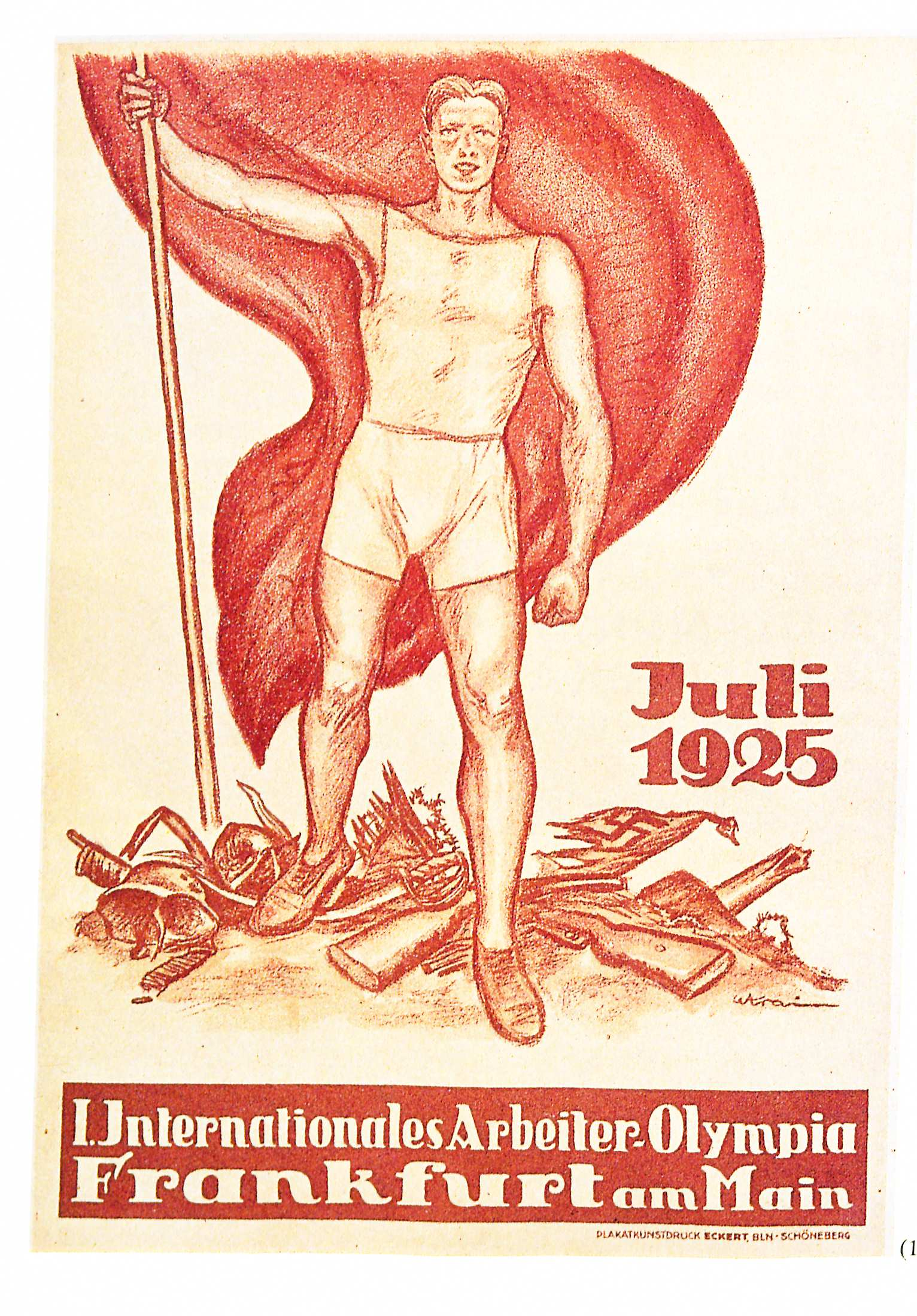
Plakat Olimpiady Robotniczej organizowanej we Frankfurcie nad Menem w 1925.

W 1913 w Gandawie w Belgii odbyło się międzynarodowe spotkanie robotniczych stowarzyszeń sportowych, których celem miało być utworzenie międzynarodowej organizacji. Jednak wybuch I wojny światowej wstrzymał jej utworzenie. Dopiero po 1918 dwóch Belgów, Gaston Bridoux i Jules Devlieger, podjęło inicjatywę ożywienia współpracy. Spotkania przygotowawcze odbyły się w Seraing w Belgii w 1919 oraz w Paryżu we Francji, w okresie Wielkanocy 1920. Kongres założycielski międzynarodówki odbył się w Lucernie w dniach 13-14 września 1920. W czasie powstania delegacje francuska i belgijska nalegały, aby w nazwie organizacji pominięto słowo „socjalistyczny”, żeby przyciągnąć jak najszerszą rzeszę zwolenników.
Organizacja utrzymywała politykę neutralności wobec organizacji partyjnych, politykę odziedziczoną po niemieckim robotniczym ruchu sportowym (który próbował odwrócić się od frakcyjnych konfliktów między niemieckimi socjalistami). Polityka ta została jednak zakwestionowana przez komunistów, którzy twierdzili, że robotniczy ruch sportowy nie może powstrzymać się od udziału w walce rewolucyjnej. W 1921 III zjazd Międzynarodówki Komunistycznej podjął decyzję o utworzeniu równoległej międzynarodówki sportowej. W sierpniu 1921 powstał Sportintern, który prowadził zaciekłe ataki polityczne na reprezentacje Lucerny. Jej część czechosłowacka uległa rozłamowi w lipcu 1921, gdy opuścili ją komuniści.
Na drugim kongresie Lucerneńskiej Międzynarodówki Sportowej, który odbył się w Lipsku w 1922, delegacja francuska opowiedziała się za zjednoczeniem obu Międzynarodówek. Kongres nie poparł tej polityki. W następnym roku francuska filia SASI postanowiła przenieść swoje członkostwo do Sportintern.
Przed Olimpiadą Robotniczą w 1925 Sportintern zaapelował do Lucerneńskiej Międzynarodówki, aby dopuszczono do udziału cztery delegacje Sportinternu (Francja, Związek Radziecki, Norwegia, Czechosłowacja). Wewnątrz Lucerneńskiej Międzynarodówki trwały dyskusje, ale po publicznym proteście komunistycznych sportowców na Niemieckim Festiwalu Sportu Robotniczego w Karlsbadzie w 1924 zdecydowano, że Sportintern zostanie wykluczony z Olimpiady Robotniczej. Podobnie SASI zakazał swoim oddziałom udziału w Spartakiadzie zorganizowanej przez Sportintern w 1928.
Politycznie SASI była wspierana przez Międzynarodową Federację Związków Zawodowych oraz Socjalistyczną Międzynarodówkę Robotniczą.

## Olimpiady
Główną działalnością SASI było organizowanie Międzynarodowych Olimpiad Robotniczych, przedstawianych jako socjalistyczna alternatywa dla „burżuazyjnych” olimpiad. Na Olimpiadach Robotniczych używano tylko czerwonej flagi, zamiast flag narodowych.
- Pierwsza Olimpiada Robotnicza odbyła się we Frankfurcie nad Menem w Niemczech w 1925. Widzów było około 150 000. Rekord świata padł w sztafecie kobiet na 100 metrów. Letnią Olimpiadę Robotniczą poprzedziły zimowe igrzyska tego samego roku w Schreiberhau, w których uczestniczyło dwanaście delegacji narodowych.
- Druga Olimpiada Robotnicza odbyła się w Wiedniu w Austrii w 1931. W igrzyskach wzięło udział 80 000 sportowców, które zgromadziły około 250 000 widzów. Zawody były większe niż Igrzyska Olimpijskie w Los Angeles w 1932, zarówno pod względem liczby uczestników, jak i widzów.
- Zimowa Olimpiada Robotnicza odbyła się w Mürzzuschlag w Austrii w 1931. Podobnie jak impreza letnia, zimowa Olimpiada Robotnicza była większa (pod względem liczby uczestników i widzów) niż Olimpiada w Lake Placid w 1932 roku .
- Trzecia Olimpiada Robotnicza odbyła się w Antwerpii w Belgii w 1937. Po raz pierwszy organizacje spoza SASI mogły wysyłać delegatów. Wzięła w nim udział delegacja ze Związku Radzieckiego, która wygrała finał piłki nożnej. Około 50 000 osób oglądało ostatni dzień Olimpiady Robotniczej, a 200 000 wzięło udział w wiecu zamykającym. Zimowa Olimpiada Robotnicza odbyła się w Jańskich Łaźniach w Czechosłowacji.
- Czwarta Olimpiada Robotnicza miała odbyć się w Helsinkach w Finlandii w 1943, ale nigdy do tego nie doszło[4][7].